# Jagidne, Černigovska oblast
Jagidne (ukrajinsko Ягідне) je vas v Černigovski oblasti na severu Ukrajine, približno 140 km severovzhodno od Kijeva in približno 15 km južno od Černigova. Po popisu prebivalstva leta 2001 je v vasi živelo 318 ljudi. Med rusko invazijo na Ukrajino leta 2022 jo je dober mesec okupirala ruska vojska.

## Zgodovina
Vas je bila ustanovljena leta 1953 s preseltivijo 27 družin iz okolice mesta Oster v Černigovski oblasti. Sedanje ime je dobila leta 1968.
Med rusko invazijo na Ukrajino leta 2022 so vas v začetni fazi okupirale ruske sile, ki so velik del vasi izropale in uničile. Vas je bila osvobojena v začetku aprila 2022, ko so se ruske sile umaknile iz severnega dela Ukrajine.
Prebivalci vasi so po osvoboditvi poročali o razmerah med okupacijo. Ruski vojaki so približno 300 prebivalcev vasi (od tega približno 60 otrok) zaprli v klet šole. Tam so bili zaprti od 5. marca do 1. aprila.
Prebivalci so poročali, da so v tem času ruski vojaki usmrtili 7 vaščanov, še 10 pa jih je umrlo zaradi slabih razmer v kleti. Reuters in al Jazeera sta navedla, da je bilo skupno najmanj 20 smrtnih žrtev, uradno število ni bilo objavljeno. En izmed usmrčenih vaščanov je bil novinar Roman Nežiborec.
Jagidne je obiskal državni sekretar ZDA Antony Blinken ter si ogledal klet šole, ki je služila kot zapor.
Na vojaški paradi ob dnevu zmage 9. maja 2024 je Čuldum-ool, častnik v enoti, ki je prebivalce Jagidne zaprla v klet šole, bil postavljen v neposredno bližino Vladimirja Putina.

## Prebivalstvo
Sestava maternih jezikov prebivalcev je bila po cenzusu leta 2001 sledeča:
| \| Materni jeziki v Jagidne \| Materni jeziki v Jagidne \| Materni jeziki v Jagidne \| Materni jeziki v Jagidne \| Materni jeziki v Jagidne \| \| ------------------------ \| ------------------------ \| ------------------------ \| ------------------------ \| ------------------------ \| \| Jezik \| Jezik \| \| delež \| delež \| \| ukrajinsko \| ukrajinsko \| \| 94.24% \| 94.24% \| \| rusko \| rusko \| \| 5.51% \| 5.51% \| \| belorusko \| belorusko \| \| 0.25% \| 0.25% \| |            |  |        |        |
| Materni jeziki v Jagidne |            |  |        |        |
| Jezik | Jezik      |  | delež  | delež  |
| ukrajinsko | ukrajinsko |  | 94.24% | 94.24% |
| rusko | rusko      |  | 5.51%  | 5.51%  |
| belorusko | belorusko  |  | 0.25%  | 0.25%  |

## Galerija
- Znak ob vstopu v vas
- Zunanjost šole (2013)
- Kavarna
- Antony Blinken med ogledom kleti šole, ki je služila kot zapor
- Stene v kleti šole, na katere so ujeti vaščani zapisali imena mrtvih
- Spomenik pred šolo